# Strapatá veža
Die Strapatá veža (deutsch Egenhofferspitze, ungarisch Egenhoffercsúcs polnisch Czubata Turnia) ist ein dreispitziger Felsturm in der Hohen Tatra in der Slowakei mit einer Höhe von 2565 m n.m. Der Gipfel befindet sich zwischen dem Felsturm Supia veža und der Spitze Malý Pyšný štít, auf der Hauptachse vom Turm Vyšná Barania strážnica am Hauptkamm der Hohen Tatra bis zum Berg Lomnický štít (deutsch Lomnitzer Spitze).
Der Turm erhielt seinen slowakischen und polnischen Namen (beide wörtlich „struppiger Turm“) nach der „gezähnten“ Silhouette der Spitze.
1910 richtete sich die Aufmerksamkeit der Bergkletterszene auf den Felsturm, als die Kletterer Alfred Grosz vom Mačací kotol und Oskar Mahler von der Barania kotlina heraus ihn bezwangen. Darauf gaben sie dem Felsturm den Namen Egenhofferspitze nach der ungarischen Kletterin und Skifahrerin Teréz Egenhoffer.